# Ambrosiodmus rubricollis
Ambrosiodmus rubricollis – gatunek chrząszcza z rodziny ryjkowcowatych i podrodziny kornikowatych.
Gatunek ten opisany został w 1875 roku przez W.J. Eichhoffa jako Xyleborus rubricollis.
Samica ma ciało długości od 3,6 do 4 mm, ubarwione bardzo ciemnobrązowo. W częściach opadających pokryw międzyrzędy podobnie granulowane, te na drugim międzyrzędzie co najmniej nie są wyraźnie większe niż na pierwszym i trzecim. W części dyskowej pokryw punkty na międzyrzędach delikatnie ziarenkowane, trochę zaburzone do tworzących prawie pojedynczy rządek.
Ryjkowiec azjatycki, zawleczony do Australii i Stanów Zjednoczonych. Z tych ostatnich podany po raz pierwszy w 1968 roku. Występuje tam w Alabamie, Connecticut, Delaware, Florydzie, Karolinie Południowej, Luizjanie, Maryland, Missisipi, Pensylwanii, Tennessee i Wirginii.